# Gustaw Łowczowski

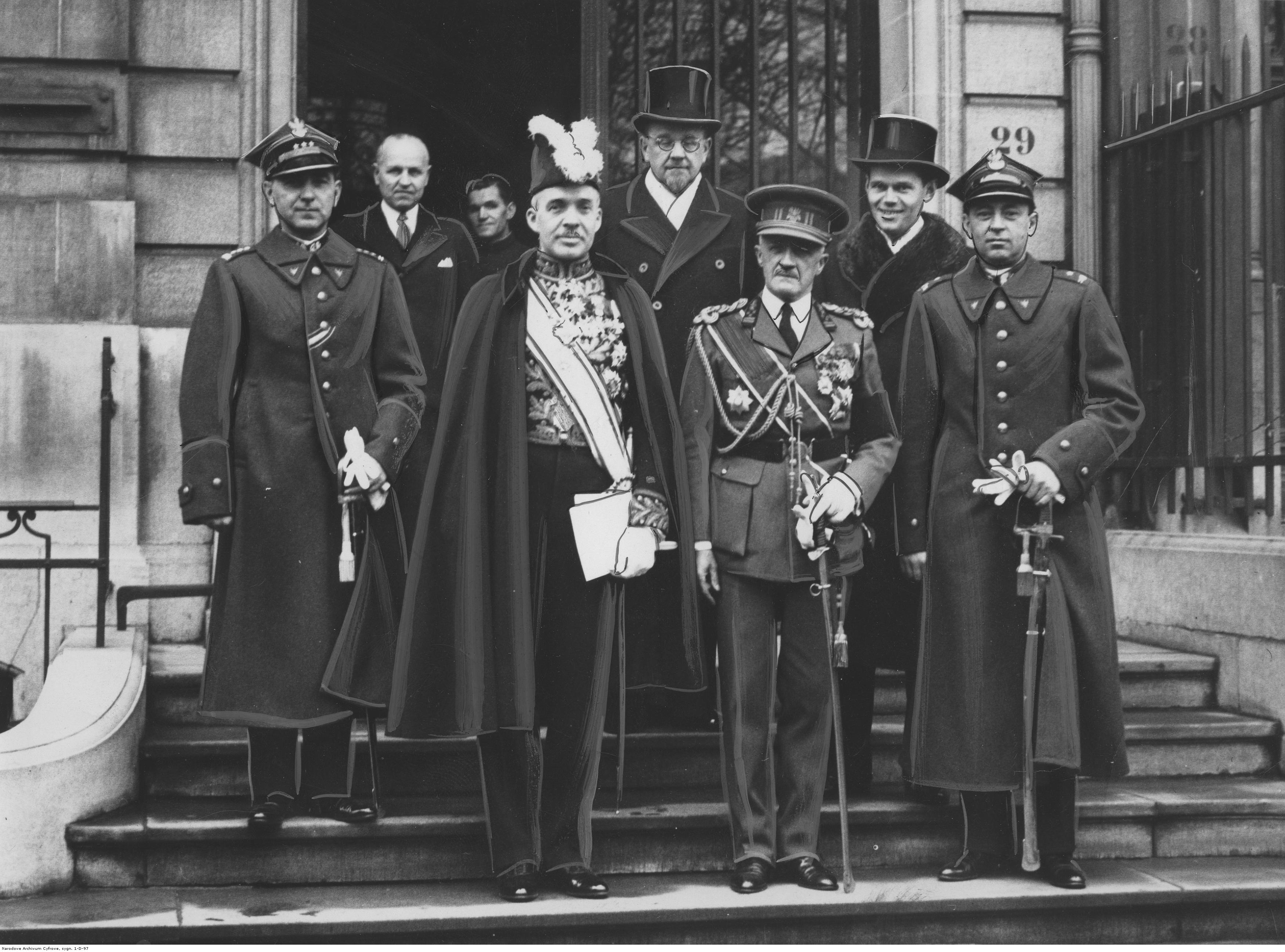
Złożenie listów uwierzytelniających królowi belgijskiemu Leopoldowi III przez posła Michała Mościckiego; mjr Gustaw Łowczowski w grupie dyplomatów pierwszy z prawej; 14 grudnia 1937 r.

Gustaw Dobiesław Bogumił Gryf Łowczowski (ur. 16 stycznia 1897 w Wojniczu, zm. 11 sierpnia 1984 w Londynie) – żołnierz Legionów Polskich, pułkownik dyplomowany piechoty Wojska Polskiego II RP i Polskich Sił Zbrojnych, w 1964 roku mianowany przez Prezydenta RP na uchodźstwie generałem brygady, honorowy obywatel Bolonii.

## Życiorys
Gustaw Dobiesław Bogumił Gryf Łowczowski urodził się 16 stycznia 1897 roku w Wojniczu, w rodzinie Wiktora, doktora medycyny, i Kamili z Nowotnych. W szkole średniej był członkiem „Sokoła”. W czerwcu 1914 roku złożył maturę, a w sierpniu tego roku we Lwowie wstąpił do Legionu Wschodniego. Po rozwiązaniu Legionu powrócił do rodzinnego Wojnicza, a następnie wyjechał do Krakowa i w końcu do wujostwa mieszkających w Zakopanem. Tam mieszkał razem z Bolesławem Zahorskim ps. „Lubicz”, żołnierzem Legionów Polskich i poetą. Na kolacji u wujostwa poznał ówczesnego majora Mieczysława Neugebauera ps. „Norwid”. Spotkanie to było impulsem do wstąpienia w szeregi I Brygady LP. 
W czasie I wojny światowej walczył jako żołnierz II batalionu 5 pułku piechoty Legionów Polskich między innymi w bitwie pod Łowczówkiem i pod Kostiuchnówką 5 lipca 1916 roku w trakcie której został ranny. W lipcu 1917 roku, po kryzysie przysięgowym został wcielony do cesarskiej i królewskiej armii i skierowany na front włoski.
W listopadzie 1918 roku został przyjęty do Wojska Polskiego. Jako żołnierz krakowskiego batalionu Legii Akademickiej, a następnie członek załogi pociągu pancernego „Smok” walczył na wojnie z Ukraińcami. W 1919 roku został przydzielony do 6 pułku piechoty Legionów. W jego szeregach walczył na wojnie z bolszewikami. Pełnił również służbę w Oddziale I Sztabu 2 Armii. 21 grudnia 1920 roku został mianowany z dniem 1 kwietnia 1920 roku porucznikiem, „w piechocie, w grupie byłych Legionów Polskich”.
Po zakończeniu działań wojennych pozostał w służbie zawodowej. W dalszym ciągu pełnił służbę w 6 pułku piechoty Legionów w garnizonie Wilno między innymi na stanowisku adiutanta. 3 maja 1922 roku został zweryfikowany w stopniu porucznika ze starszeństwem z dniem 1 czerwca 1919 roku i 539. lokatą w korpusie oficerów piechoty. W 1924 roku został przeniesiony do 39 pułku piechoty Strzelców Lwowskich w Jarosławiu na stanowisko dowódcy kompanii ciężkich karabinów maszynowych. 1 grudnia 1924 roku został mianowany kapitanem ze starszeństwem z dniem 15 sierpnia 1924 roku i 199. lokatą w korpusie oficerów piechoty. 2 listopada 1927 roku rozpoczął naukę na Kursie Normalnym Wyższej Szkoły Wojennej w Warszawie. 25 października 1928 roku, po ukończeniu I roku, został skierowany do Francji, gdzie kontynuował studia w tamtejszej Wyższej Szkole Wojennej (franc. École Supérieure de Guerre). W 1930 roku, po powrocie do kraju, przydzielony został do Oddziału III Sztabu Głównego w Warszawie. 26 stycznia 1934 roku ogłoszono jego przeniesienie do 17 pułku piechoty w Rzeszowie. 4 lutego 1934 roku został mianowany majorem ze starszeństwem z dnia 1 stycznia 1934 r. i 8. lokatą w korpusie oficerów piechoty. W tym samym roku został wyznaczony na stanowisko dowódcy batalionu w 17 pułku piechoty. Na początku 1936 roku zastąpił majora dyplomowanego Cezarego Niewęgłowskiego na stanowisku zastępcy attaché wojskowego, morskiego i lotniczego przy Ambasadzie RP w Paryżu. Na stopień podpułkownika mianowany został ze starszeństwem z dniem 19 marca 1939 roku i 82. lokatą w korpusie oficerów piechoty.
Od 13 listopada 1939 roku do 6 kwietnia 1940 roku przebywał w obozie Coëtquidan, w Bretanii, dowodził 1 pułkiem piechoty. W czasie kampanii francuskiej (maj – czerwiec 1940) był szefem sztabu 4 Dywizji Piechoty. W czerwcu razem z dywizją ewakuował się do Wielkiej Brytanii. Tam od lipca 1940 roku pełnił służbę na stanowisku szefa sztabu 2 Brygady Strzelców, która nieformalnie używała nazwy 10 Brygada Kawalerii Pancernej. Po przybyciu do Wielkiej Brytanii ppłk. dypl. Franciszka Skibińskiego, byłego szefa sztabu 10 BKPanc z kampanii wrześniowej i francuskiej, 5 października 1940 roku został przeniesiony do 3 Brygady Kadrowej Strzelców na równorzędne stanowisko. W grudniu 1941 roku, po rozformowaniu 3 BKS, został wyznaczony na stanowisko oficera taktycznego I Oficerskiego batalionu szkolnego. W 1942 roku został przydzielony do Wyższej Szkoły Wojennej w charakterze wykładowcy taktyki. W listopadzie 1944 roku został przeniesiony ze Szkocji do Włoch, gdzie objął dowództwo 3 Brygady Strzelców Karpackich. Na pułkownika awansował ze starszeństwem z dniem 1 stycznia 1945 roku w korpusie oficerów piechoty. Na czele 3 BSK walczył w bitwie o Bolonię, zdobywając to miasto 21 kwietnia 1945 roku.
Prezydent RP August Zaleski mianował go generałem brygady ze starszeństwem z dniem 11 listopada 1964 roku w korpusie generałów.
Zmarł 11 sierpnia 1984 roku w Londynie. Zgodnie z ostatnią wolą generała, jego prochy zostały sprowadzone przez syna Krzysztofa (żołnierza 1 Dywizji Pancernej) do Polski i pochowane 24 kwietnia 1985 roku na cmentarzu Legionistów Polskich w Łowczówku . 
18 czerwca 1995 roku na ścianie tzw. Domu Pańskiego przy ulicy Jagiellońskiej w Wojniczu odsłonięto tablicę pamiątkową poświęconą generałowi Łowczowskiemu.
Był autorem kilku książek traktujących o wojskowości wydanych w Londynie.
- Sylwetki moich przełożonych i przyjaciół w wojsku. Londyn: 1980. Brak numerów stron w książce

## Ordery i odznaczenia
- Krzyż Srebrny Orderu Wojennego Virtuti Militari nr 11626[19]
- Krzyż Niepodległości – 13 kwietnia 1931[20]
- Krzyż Oficerski Orderu Odrodzenia Polski – 3 maja 1958 roku „za pracę na stanowisku zastępcy szefa Sztabu Głównego Polskich Sił Zbrojnych”[21]
- Złoty Krzyż Zasługi – 10 listopada 1938 „za zasługi w służbie wojskowej”[22]
- Krzyż Walecznych – dwukrotnie
- Krzyż Zasługi Wojskowej II klasy – Hiszpania (zezwolenie w 1934)[23]
- Order Krzyża Orła IV klasy – Estonia (zezwolenie w 1934)[23]
- Oficer Orderu Trzech Gwiazd (Łotwa, 1934)[24]